# Hamadou Sali
Hamadou Sali, né le 25 janvier 1965 à Bogo (Cameroun), est un homme politique camerounais. Il est le Président du Conseil d’Administration de Douala International Terminal (DIT), filiale du groupe Bolloré au Cameroun.
Membre du Parlement Camerounais (député) depuis 1997, Hamadou Sali est diplômé du CESA (Centre Stratégique Africain d’Etudes), de l'ENA (École nationale d'administration) de Paris depuis 2006 et de l'Institut des hautes études de Défense nationale en 2005.
En avril 2006, il a participé au processus politique pour les jeunes chefs musulmans à Washington DC aux États-Unis dans le cadre d’une visite parlementaire.

## Famille et vie privée
Hamadou Sali est né le 25 janvier 1965 à Bogo. De ses parents, il a reçu une éducation religieuse musulmane.
Il passe son enfance au Cameroun jusqu’à la fin de son cycle secondaire avant d’aller poursuivre ses études supérieures à l’étranger. D’abord à l'Institut des hautes études de Défense nationale en France en 2005, ensuite à l'École nationale d'administration de Paris en 2006. Hamadou Sali est également diplômé du CESA (Centre Stratégique Africain d’Études).
Député à l'Assemblée nationale depuis 1997, Hamadou Sali est membre du RDPC (Rassemblement démocratique du peuple camerounais), parti au pouvoir et dont le Chef de l’État, Paul Biya, en est le Président national. En 2007, Hamadou Sali devient Vice-Président de la Commission de production des échanges à l’Assemblée nationale du Cameroun et un an plus tard, il est porté à la tête de la section RDPC Diamaré Est.